# Heinz Lucas
Heinz Lucas (* 10. August 1920 in Berlin; † 18. Juli 2016 in Erkrath) war ein deutscher Fußballtrainer.

## Laufbahn

### Spieler
Heinz Lucas erlernte das Fußball-ABC in Berlin beim Charlottenburger FC Hertha 1906. Nach dem Zweiten Weltkrieg war er einige Jahre in Süddeutschland bei den Vereinen Bayern Kitzingen, Ulm 1846 und FV Würzburg 04 als Spieler aktiv. 1951 kehrte er nach Berlin zurück und spielte noch zwei Jahre als Vertragsspieler beim Berliner SV von 1892 und absolvierte in der Stadtliga Berlin 22 Spiele. Gleichzeitig begann er 1951 seine Trainerlaufbahn beim CFC Hertha 06.

### Trainer, 1953 bis 1981
Von 1953 bis 1956 trainierte Lucas den Berliner Oberligisten Wacker 04 Berlin. Im Jahr 1955 hatte er erfolgreich die Ausbildung zum Fußball-Lehrer abgeschlossen. Danach folgten zwei Runden bei Minerva 93 Berlin, ehe er ab der Runde 1958/59 in der Fußball-Oberliga Nord als Trainer tätig war. Die erste Station war der VfR Neumünster, wo er die Lila-Weißen vom VfR-Stadion am Stadtpark vier Runden bis 1962 betreute. Im letzten Jahr des alten erstklassigen Oberligensystems, 1962/63, versuchte sich der Fußball-Lehrer bei Hannover 96 vergeblich daran, die „Roten“ durch eine überragende Schlussrunde doch noch in die neue Bundesliga ab der Saison 1963/64 zu führen. Im Bund Deutscher Fußball-Lehrer übte er von 1961 bis 1964 in der Verbandsgruppe Nord das Amt des Vorsitzenden aus.
Zu Beginn der neuen Bundesliga-Ära und auch des neuen Ligenunterbaus durch die Regionalligen, 1963/64, war er zuerst vertragslos. Ab dem 15. Februar 1964 übernahm er den in der Fußball-Regionalliga Nord gegen den Abstieg kämpfenden VfB Lübeck und betreute die Grün-Weißen vom Stadion an der Lohmühle bis 1968. Danach führte ihn sein Berufsweg nach Süddeutschland; er übernahm zur Runde 1968/69 den SV Darmstadt 98 in der Fußball-Regionalliga Süd. Mit den Lilien vom Stadion am Böllenfalltor stieg er 1970 in das hessische Amateurlager ab, verblieb aber mit seinem Wechsel zu Fortuna Düsseldorf als Trainer in der Regionalliga. Am 1. Juli 1970 übernahm er Fortuna Düsseldorf in der Fußball-Regionalliga West und stieg ein Jahr später mit der Fortuna in die Bundesliga auf. Bei der von Präsident Bruno Recht geführten Fortuna trat er die Nachfolge von Otto Knefler an, der in den Jahren 1969 und 1970 jeweils den vierten Rang im Westen erreicht hatte.
Die Zeit in Düsseldorf wurde die erfolgreichste in seiner Trainerkarriere. Im ersten Jahr 1970/71 lieferten sich seine Fortuna, der VfL Bochum mit Trainer Hermann Eppenhoff und der Wuppertaler SV mit Trainer Horst Buhtz einen spannenden Dreikampf an der Tabellenspitze um den Einzug in die Bundesliga-Aufstiegsrunde. Bochum wurde punktgleich vor der Lucas-Elf Meister und der Mannschaft vom Stadion am Zoo, der WSV, musste sich noch ein Jahr gedulden, ehe die Bergischen 1972 mit 60:8 Punkten in der Liga und 16:0 Punkten in der Aufstiegsrunde den Bundesligaaufstieg perfekt machen konnten. Mit den Angreifern Reiner Geye (34-25) und Dieter Herzog (34-13) hatte Lucas zwei Trümpfe für die Offensive im Kader gehabt. In der Aufstiegsrunde war die Konkurrenz aus Neunkirchen, St. Pauli, Nürnberg und Wacker 04 Berlin ohne Chance. Mit dem BL-Neuling schaffte Lucas 1971/72 auf dem 13. Rang den Klassenerhalt. Als auch noch Gerd Zewe und Wolfgang Seel seine Mannschaft verstärkten, erklomm er mit der Fortuna in den Jahren 1973 und 1974 zwei Mal den dritten Rang in der Bundesliga. Seine Tätigkeit in Düsseldorf endete am 22. April 1975. Am 18. April verabschiedete er sich mit einem 2:0-Heimsieg gegen den 1. FC Kaiserslautern, mit 32:24 Punkten auf dem achten Rang platziert, von der Fortuna. Abends feierte Lucas, der einer der wenigen Stars unter den vielen Fortuna-Trainern war, gemeinsam mit Vorstand und Spielern im Benrather Hof seinen Weggang. Er trat noch im selben Monat bei TSV 1860 München aus der Südstaffel der 2. Fußball-Bundesliga als Nachfolger von Max Merkel sein neues Amt an. Mit den „Löwen“ gelang ihm 1977 durch drei Entscheidungsspiele gegen Arminia Bielefeld (0:4; 4:0; 2:0) ebenfalls der Aufstieg in die Bundesliga. Nachdem der Klassenerhalt 1977/78 jedoch nicht gelungen war und auch der Mission Wiederaufstieg der Erfolg versagt geblieben war, endete seine Trainertätigkeit in München am 31. Dezember 1978. Als Trainer von Eintracht Braunschweig (ab 27. März 1979) verabschiedete er sich am 8. Oktober 1979 endgültig aus der Bundesliga. Anschließend trainierte er in der 2. Bundesliga noch den Wuppertaler SV (1. Januar 1980–30. April 1980) und die SpVgg Fürth (1. März 1981–30. Juni 1981).

## Privates
Lucas war mit einer Sportlehrerin verheiratet, mit der er bis zu ihrem Tod im Jahr 2002 zusammen in Mettmann lebte. Er wohnte ab Oktober 2009 in der Seniorenwohnanlage “Rosenhof” in Erkrath und starb im Juli 2016 im Alter von 95 Jahren.

## Weblink
- Heinz Lucas in der Datenbank von weltfussball.de